# Kontrahent
En kontrahent är en person eller firma som ingår avtal eller överenskommelse. Termen används både inom juridik och handel.